# Pisco sour
El pisco sour es un cóctel preparado con pisco y zumo de limón. La denominación proviene de la unión de las palabras «pisco» (un tipo de aguardiente de uvas) y «sour» (en referencia a la familia de cócteles que utilizan limón como parte de su receta). Está incluido en las gastronomías de Perú y de Chile, preparado con  recetas diferentes y con algunas variaciones en sus ingredientes básicos. En ambos países se asegura que el pisco sour es su cóctel nacional o típico, y en cada uno se afirma la propiedad exclusiva.
Sobre el origen de este cóctel existe una controversia entre los expertos. Investigadores consideran únicamente un origen en el Perú. En 2004 el gobierno peruano creó un día festivo anual en honor del pisco sour, el primer sábado de febrero, desde entonces se celebra todos los años, y en 2007 declaró al pisco sour como Patrimonio Cultural de la Nación.
Las primeras referencias documentales a la expresión «pisco sour» y la preparación de este cóctel han sido encontradas en el Perú, en  dos artículos publicados en las revistas limeñas Hogar, de septiembre de 1920, y en Mundial, de 1921. A ellas se suma un anuncio publicitario publicado en Chile, en el semanario The South Pacific Mail de Valparaíso, en julio de 1924, por el cual se promociona el Bar Morris ubicado en la capital peruana, Lima.
Las más antiguas referencias al uso del término «pisco sour» en Chile se encuentran en el referido anuncio publicitario del The South Pacific Mail de 1924, y en la novela La chica del Crillón del escritor chileno Joaquín Edwards Bello, de 1934. Asimismo, se halló en un comentario en el registro del Bar Morris de Lima, de 10 de junio de 1927, una mención genérica a la eventual preparación de este cóctel en Chile y, además, en un reportaje publicado en el periódico Los Angeles Times, de 27 de noviembre de 1928, se indica su preparación en Santiago de Chile.

## Antecedentes

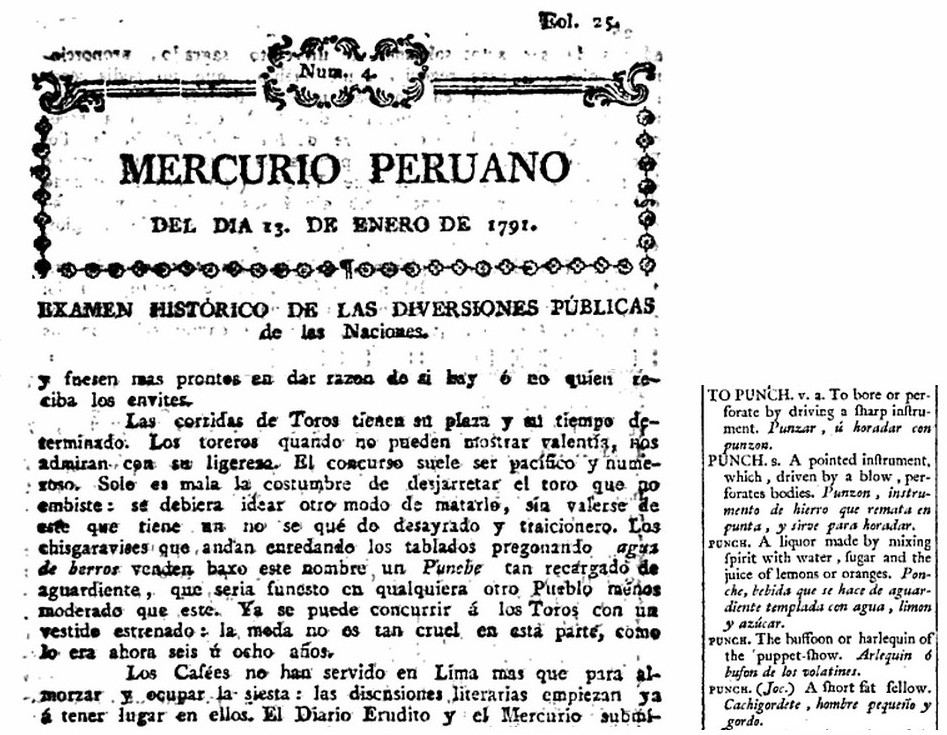
El Mercurio Peruano del 13 de enero de 1791, narra como se vende un Punche cargado de aguardiente en la plaza de Toros de Acho de Lima.

El antecedente de una bebida en la que se habría mezclado pisco con limón, se ubicaría en el Virreinato del Perú, alrededor del siglo XVIII, donde cerca de la Plaza de Toros de Acho, en Lima, se creó el denominado Punche. En efecto, el Mercurio Peruano del 13 de enero de 1791, en una narración sobre las costumbres limeñas, describe como los pregoneros vendían bajo el nombre de "agua de berros" un "punche" o ponche, tan recargado de aguardiente, que sería funesto en pueblos menos moderados. Al respecto, Luciano Revoredo refiere que, de esa manera, el Mercurio Peruano daría cuenta de la venta en el limeño coso taurino del "punche", que sería pisco con limón; agrega que la prohibición de la venta de aguardiente en la zona sería consecuencia de las peleas y borracheras que allí originaban, y que por ello los esclavos negros se saltaban la restricción comerciando pisco bajo diversas denominaciones. Según Revoredo el "punche" podría ser antecedente del Pisco punch, un cóctel preparado a fines del siglo XIX, en el bar Bank Exchange de San Francisco, California, mezcla de pisco, limón y piña.
Por otro lado, el francés Gabriel Lafond du Lucy, en una obra publicada en 1853, que narra el viaje que realizó a Chile en 1822, da cuenta que los huasos chilenos en aquella época acostumbraban beber un ponche frío preparado con aguardiente, limón, agua y azúcar.
A su vez, un recetario publicado en Lima en 1903, describe un cóctel preparado con una copa de pisco, una clara de huevo, azúcar fina y algunas gotas de limón, ingredientes que eran batidos en una coctelera para formar un "ponchesito".

## Historia

### El pisco sour en el Perú

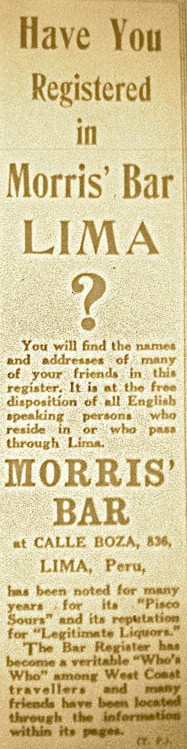
Aviso de 1924 que promociona el pisco sour del Bar Morris.

El cóctel llamado «pisco sour» se originó en Lima antes de 1920, en el Morris' Bar (también referido como Morris Bar, Bar Morris o Bar de Morris) de la calle Boza 847, en el Jirón de la Unión del centro de Lima, en el cual se ofrecía como una novedad el pisco sour, inspirado en el whisky sour. Según José Antonio Schiaffino, en El Origen del Pisco Sour, el inventor del cóctel habría sido el californiano Víctor V. Morris, propietario del Bar Morris, que había abierto sus puertas en 1915 y que cerró en 1933; a su vez, según otra versión, habría sido preparado en el mismo bar por los bármanes peruanos Alfonso Bregoye, Graciano Cabrera y Alberto Mezarina.
De acuerdo a Guillermo Toro-Lira, el Bar de Morris abrió sus puertas en 1916 y las cerró en 1929, allí habrían trabajado como bármanes: Leónidas Arteta, Augusto S. Rodríguez, Hernán B. Bruijet, Víctor H. Conde, Alfonso G. Matos, Rafael S. Vargas, Mario Bruijet y Juan de Dios Mejía, y que el creador del pisco sour sería el propietario del bar, pero como no ha sido posible encontrar la receta del pisco sour de Víctor Morris, no es posible determinar si ésta consistía en una simple mezcla de pisco con jugo de limón y azúcar, como lo era el whisky sour de entonces, o era idéntico a la receta del pisco sour peruano preparado hoy en día. Posteriormente, Toro-Lira ha sostenido que la receta original habría evolucionado en el Bar de Morris, durante 18 o 20 años, hasta llegar a su formulación actual, con la intervención del bartender Mario Bruijet (Mario Bruiget), que sería su cocreador, y que después trabajaría en el Hotel Maury.
Las primeras referencias documentales al «pisco sour» aparecen en 1920 y 1921. En un artículo de Luis Alberto Sánchez, publicado en la revista Hogar de Lima de septiembre de 1920, y en la revista Mundial N.º 52 de Lima, publicada el 22 de abril de 1921, un artículo titulado "De lo huachafo a lo criollo", narra las tertulias del limeño José Julián Pérez, quien toma un licor blanquecino preparado por un bartender del bar de Boza de propiedad de Mister Morris y que "después de bere uno tra sotro varios "pisco-sours", exclamó triunfante: – ¡La huachafería! ¡Lo criollo!"
En el semanario South Pacific Mail de Valparaíso, de julio de 1924, propiedad de Nelson Rounsevell, un amigo de Víctor Morris que conoció en Cerro de Pasco, este último hace propaganda a su bar, señalando (traducción): "¿Te has registrado en el Morris Bar LIMA? [...] ha sido conocido por muchos años por sus "Pisco Sours""
En "Lima, la Ciudad de los Virreyes", una guía de los años 1928-1929, escrita por Cipriano Laos, aparece una nota promocionando el Bar Morris, en la cual se señala al pisco sour como una de sus especialidades:

Morris Vctor V. — « Morris Bar »

Importa toda clase de vinos, licores, cervezas, etc., de los que tiene un selecto surtido de las mejores marcas. Este bar se ha hecho famoso por la exquisita preparación de sus « pisco-sour » y « wisky-sour », cocktails, etc. en los que emplea licores genuinos.

Domicilio : Lima, calle de Boza Nº 847. Tel. Nº 2235.
Laos, Cipriano A.: "Lima, la Ciudad de los Virreyes", p. 552

Los hoteles más elegantes de la época imitan el cóctel y así llega el pisco sour al Hotel Maury, en la esquina de los jirones Ucayali y Carabaya, y al Gran Hotel Bolívar, en la Plaza San Martín intersección con la avenida Colmena. También se ha señalado que fueron los barman del Bar Morris, que al cerrar, difundieron la receta en los hoteles de Lima. Por otro lado, el Hotel Maury se atribuye la creación del pisco sour en su actual formulación.

Desde entonces y por su sabor, este aperitivo se ha difundido sin cesar no solamente en el Perú sino en los países a donde llegó gracias a los restaurantes de comida peruana que ahí existen.

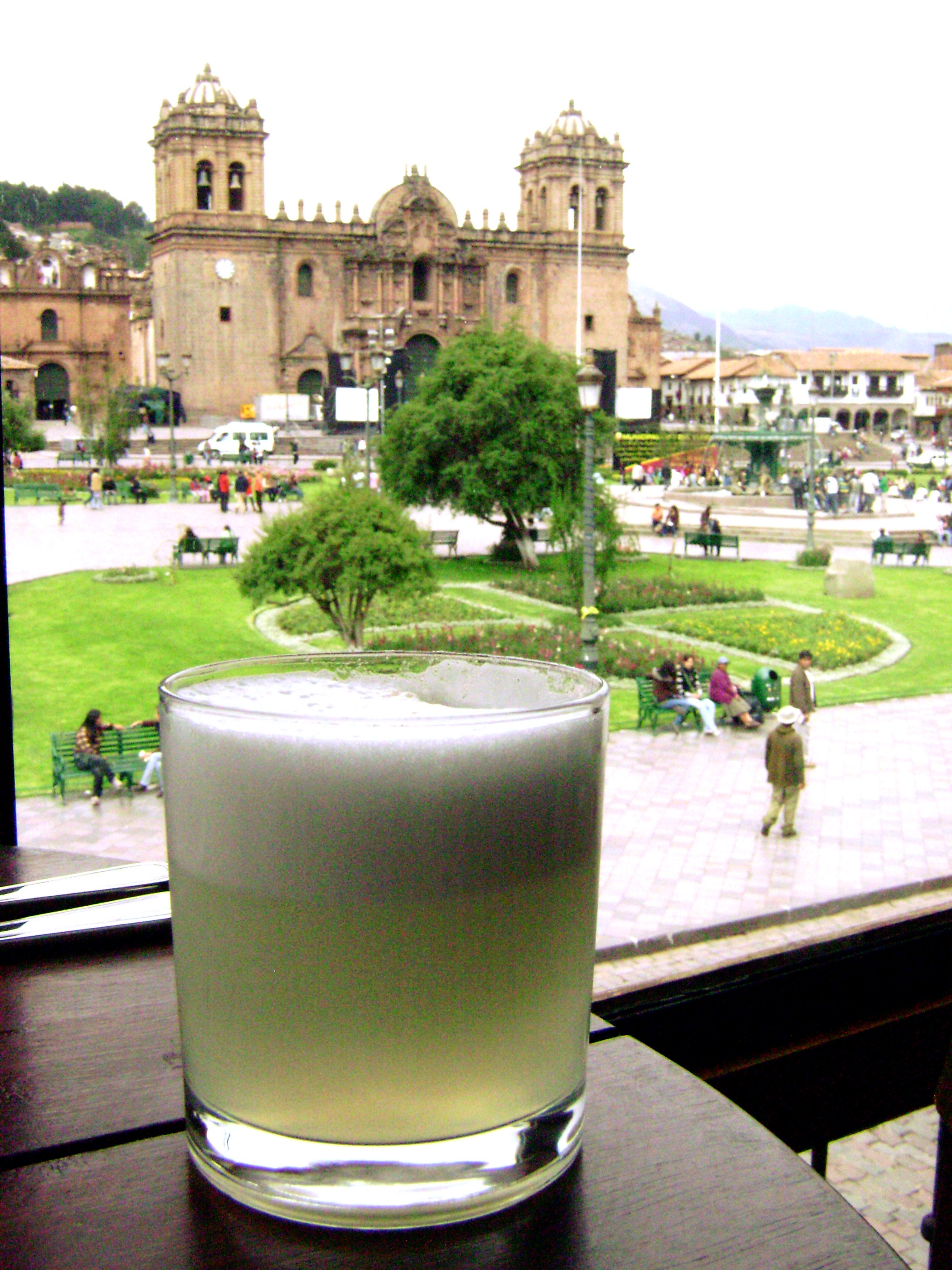
Pisco sour, de fondo la catedral del Cuzco.

En 2003, el Gobierno peruano dictó un instructivo para fomentar local e internacionalmente su consumo. Así, todas las reparticiones del Estado peruano, sus misiones diplomáticas, consulares y representaciones ante organismos internacionales, en sus cuentas de gastos en compras de licores, deberán disponer del cincuenta por ciento para adquirir pisco y cincuenta por ciento para otros licores. El entusiasmo de los productores locales de pisco por esta medida oficial ha sido tal que el incremento de su producción ha sido notorio. Del mismo modo, se dispuso que en las tarjetas de invitaciones oficiales ya no se mencionara el clásico "cóctel de honor" o "vino de honor" sino "pisco de honor".
Por Resolución Ministerial 161-2004-PRODUCE, con fecha 22 de abril de 2004, se instituyó "el primer sábado del mes de febrero de cada año, como el día del Pisco Sour, a nivel nacional", en reemplazo de la norma anterior que fijaba el 8 de febrero.
El 18 de octubre de 2007 el Instituto Nacional de Cultura del Perú (INC), declaró al pisco sour como Patrimonio Cultural de la Nación basado en la Convención para la Salvaguarda del Patrimonio Cultural Inmaterial de la Unesco, la Ley General del Patrimonio Cultural de la Nación y la Directiva sobre Reconocimiento y Declaratorias de las Manifestaciones Culturales Vigentes como Patrimonio Cultural.

### El pisco sour en Chile

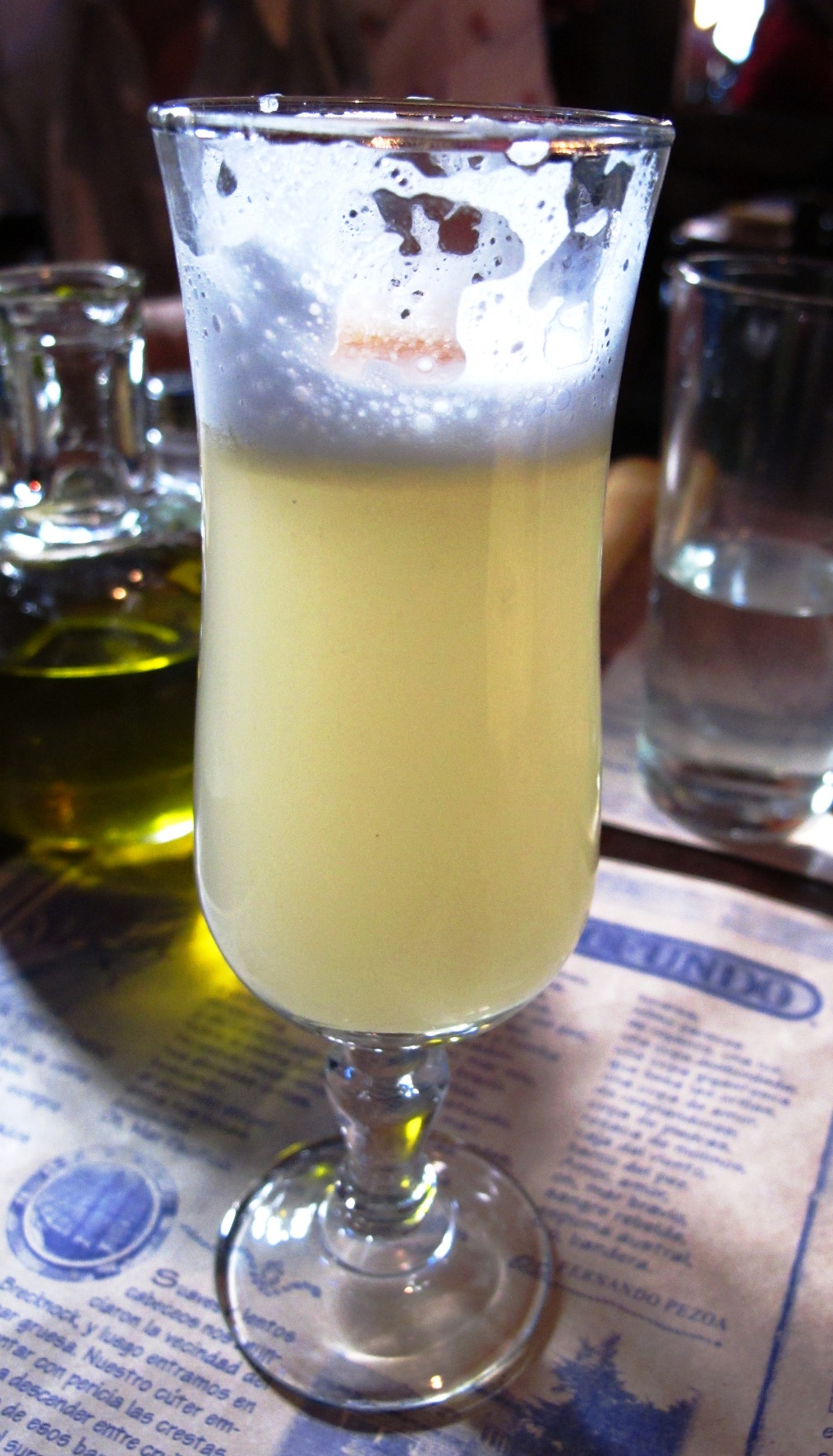
Pisco sour en un restaurante de Santiago de Chile

Las más antiguas referencias documentales al término «pisco sour» publicadas en Chile son de 1924 y 1934. En el semanario The South Pacific Mail de Valparaíso, de julio de 1924, se publicó un aviso promocionando el Morris Bar, ubicado en Lima, Perú, expresando que el Morris Bar ha sido reconocido por muchos años por sus "pisco sours". En 1934, el escritor chileno Joaquín Edwards Bello, en su novela La chica del Crillón, publicada al año siguiente, menciona un trago denominado "pisco sour, o rotting-sour", compuesto de pisco y limones, que tomaban algunos personajes de la obra.
El investigador peruano Guillermo Toro-Lira indica que el registro del Bar Morris de Lima, del 10 de junio de 1927, el estadounidense D. Martin, que había llegado desde Rancagua, escribió (traducción): "Los Pisco Sours son mejores que los de Chile" posiblemente comparando cócteles a base de pisco de manera genérica. A su vez, el 27 de noviembre de 1928, se publicó en el periódico Los Angeles Times un reportaje de Fred Hogue, que había visitado Santiago de Chile el mes anterior, donde indica que había tomado dos "pisco sours" en el Club de la Unión.
Toro-Lira, indica que ante la falta de documentos que verifiquen la existencia de pisco sour en Chile antes de la apertura del Bar Morris de Lima, Perú, se puede concluir que el pisco sour chileno se habría creado aproximadamente al mismo tiempo que los preparados en los hoteles limeños Bolívar, Maury y Country Club, entre otros establecimientos que compitieron con el bar de Víctor Morris.
Oreste Plath, en El Santiago que se fue: Apuntes de la memoria de 1997, indica que en la plaza Baquedano, «se encontraban los Establecimientos Oriente, que contaba con rotisería, salón de té y restaurante» y allí «el Bar Oriente fue un lugar de cita, de reunión, a medio día y a media tarde, los buenos vinos y licores, el pisco sour, las vainas y el Tom Collins» y que en el segundo piso estaba el restaurante donde atendían «los maitres Lucho Moxia y Lucho Riffo». Plath no menciona fechas, pero los Establecimientos Oriente funcionaron en la década de 1970.
A partir de los últimos años, la industria chilena del pisco comenzó a comercializar pisco sour envasándolo a gran escala. La regulación chilena de este último, lo define como el cóctel producido y envasado en las Regiones III y IV, preparado con pisco, zumo de limón de Pica o saborizante natural del mismo, pudiendo contener, además, aditivos autorizados tales como estabilizantes, espesantes, emulsionantes, enturbiantes y colorantes (artículo 58.º del decreto 28 de 1986, del Ministerio de Agricultura). Su graduación alcohólica mínima debe ser de 12° Gay-Lussac y su contenido mínimo de impurezas de 2,5 gramos por litro. Esta normativa acepta que esta bebida, en su forma industrial, se prepare con zumo de otras frutas cítricas o saborizantes naturales de las mismas, pero en tal caso al producto debe nominarse «pisco sour», seguido del nombre de la fruta que corresponda.

#### Elliot Stubb
Según da cuenta el investigador peruano Guillermo Toro-Lira, a mediados de la década de 1980, se difundió en Chile una leyenda que sostenía que el pisco sour habría sido inventado en la ciudad de Iquique en 1872, cuando un mayordomo inglés llamado Elliot Stubb, llegado en el velero Sunshine, en un bar mezcló por primera vez pisco con jugo de limón y azúcar.

[...] Me contó, hace años, el periodista porteño Carlos Díaz Vera que, escuchando tradiciones y leyendo algunas crónicas del periódico "El Comercio" de Iquique, supo que el Pisco Sour es originario del puerto que dio gloria a la Marina de Chile. La verdad sería que un buen mayordomo del velero Sunshine determinó echar ancla en Chile y pidió su baja para instalarse con una cantina en el puerto. Se estableció en las cercanías del muelle de pasajeros, en la calle Vivar, como experto cantinero, en su negocio se paladeaban exquisitos aperitivos preparados en forma exclusiva y a base de limón de Pica. Cierto día Elliot Stubb -así se llamaba el copetinero- estaba haciendo algunos experimentos en la coctelera con pisco y limón de Pica, y entonces el sabor del preparado alcanzó delicias superiores. "Voy a ponerle un poco de dulce", habría dicho. Echó azúcar a una porción de jugo de limón de Pica, un trozo de hielo, pisco en proporción y batió algunos segundos. Probó y declaro haber obtenido el más exquisito drink. En adelante, dijo Elliot, este será mi trago de batalla, mi favorito, y se llamará Pisco Sour (sour, el ácido del limón). El Pisco sour pasó muy pronto a difundirse como aperitivo obligado en los clubes sociales y bares del puerto de Iquique y muy pronto, al igual que el salitre, dominaba el país y luego las fronteras. El pueblo, a esta mezcla de aguardiente barato, lo llama Roto Sagüer.
Oreste Plath. Diario La Estrella de Valparaíso. Sábado 22 de marzo de 1985

El Whisky Sour, es originario del puerto chileno de Iquique. La verdad es que un buen mayordomo del velero Sunshine determinó echar anclas en el puerto de Iquique y se estableció en las cercanías del muelle de pasajeros con un bar. Cierto dia Elliot Stubb así se llamaba el barman, estaba haciendo algunos experimentos en la en la "coctelera" con whisky y limón de pica y su sabor alcanzó delicias superiores a todos los otros menjurjes que acostumbraba a dar a sus clientes. "Voy a ponerle un poco de dulce", se dijo. Echó azúcar a una porción de jugo de limón de Pica, un poco de hielo, whisky en proporción y batió algunos segundos Y probo el mas exquisito drink que había preparado.  En adelante dijo Elliot — éste será mi trago de batalla, — mi trago favorito — , y se llamará Whisky Sour (sour, el ácido del limón). Luego dominó las fronteras y hacía su aparición en Inglaterra, donde ya estaba cimentada la fama del limón de Pica, el que hasta ahora se continúa exportando a la capital del Reino Unido y otros puntos de las Islas Británicas.
Anales del Instituto de Lingüística (Vol. VIII edición). 1962. p. 385

Otra publicación de 1988, explica que la fuente de la anterior historia serían los archivos de El Comercio de Iquique, que se habrían encontrado en el Club Chino. El Comercio de Iquique fue fundado por el tacneño Modesto Molina en 1874 y dejó de publicarse en diciembre de 1879, cuando las fuerzas chilenas ocuparon el puerto peruano durante la Guerra del Pacífico. En 1884, por el Tratado de Ancón, el Perú entregó a Chile el Departamento de Tarapacá donde se encontraba el puerto de Iquique.

## Preparación
En los bares del Perú únicamente se prepara con pisco del Perú, en cambio en Chile es posible encontrar bares que no sólo lo ofrecen con pisco chileno sino también con pisco del Perú, bajo el nombre «pisco sour a la peruana».
En cuanto a la calidad de su preparación existen variadas opiniones. Hurtado.
Respecto a los ingredientes, el pisco sour preparado en Chile ha ido dejando de usar su receta tradicional (con azúcar flor) y en cambio se está preparando según la receta peruana (con amargo de angostura, jarabe de goma y una clara de huevo) pero con pisco chileno.

## Popularidad

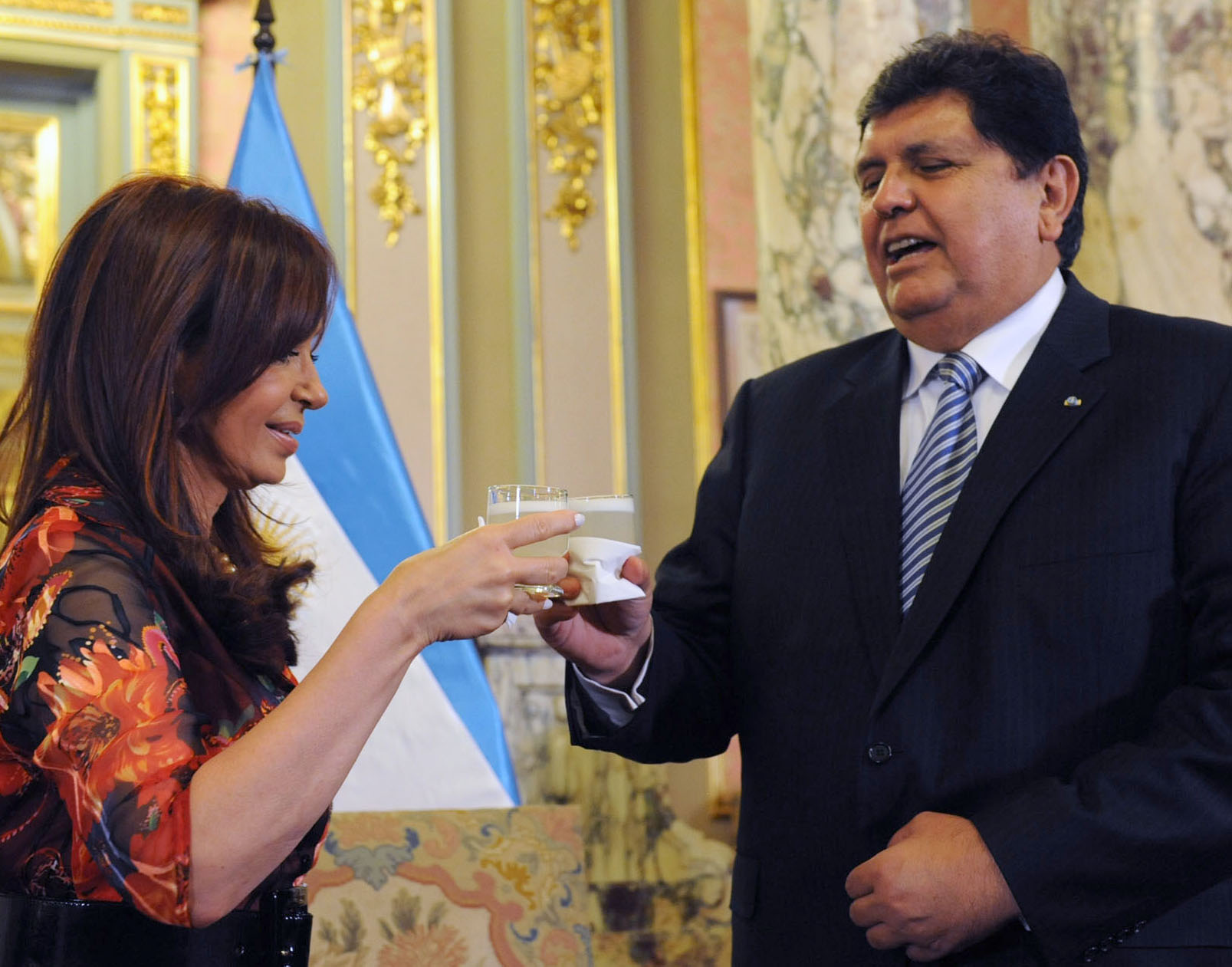
Los entonces presidentes de Argentina, Cristina Fernández de Kirchner y de Perú, Alan García, brindando con un Pisco Sour peruano

El periodista australiano Kate Schneider escribió en un artículo para News.com.au que el pisco sour "se ha convertido tan famoso que existe una agria celebración del Día Internacional de Pisco en el primer sábado de febrero de cada año, así como una página en Facebook con más de 600,000 me gusta".
De acuerdo con el empresario chileno Rolando Hinrichs Oyarce, dueño de un restaurante-bar en España, "El pisco sour es muy internacional, al igual que el cebiche, y no son demasiado desconocidos".
En 2003 el gobierno peruano creó el "Día Nacional del Pisco Sour", un día feriado oficial que se celebra el primer sábado de febrero.
Durante la Reunión de Líderes Económicos de APEC 2008, Perú promovió su pisco sour con una amplia aceptación. Según Antonio Brack, ministro peruano de medio ambiente: "El pisco sour ha sido la 'estrella' de la cumbre de la APEC, la bebida se sirve en varias reuniones en el Palacio de Gobierno y la sede de la Cumbre APEC". En el inicio de la cumbre, el presidente surcoreano, Lee Myung-bak, afirmó que "los coreanos están bebiendo licores latinoamericanos como el pisco sour, y al mismo tiempo el tango, la samba y la salsa están ganando popularidad entre la generación más joven en Corea".
El célebre chef estadounidense Anthony Bourdain en un episodio de su programa de Travel Channel: No Reservations, bebió un pisco sour en la ciudad chilena de Valparaíso, y dijo que le sabía bien, pero ... "la próxima vez, voy a tomar una cerveza". Jorge López Sotomayor, productor chileno del episodio y el socio de Bourdain en Chile, dijo: "Bourdain encontró el pisco sour que bebió en Valparaíso como aburrido y sin valor". López añadió que Bourdain había llegado recientemente de Perú, donde bebió varios pisco sours, y los encontró todos buenos, mucho mejores que el que había probado en Chile.